# 山形市立西山形小学校
山形市立西山形小学校（やまがたしりつ にしやまがたしょうがっこう、Yamagata Civic west yamagata Elementary School）は、山形県山形市にある公立小学校。

## 概要
- 山形市内西部にあり、自然の多く残る土地に立地している。校舎の側には富神川（とかみがわ）が流れ、夏には蛍を観察することもできる。また、グラウンドの脇に裏山の様な丘があり、奥には“きらきらランド”と言う蛍のために作られた人工の小川がある。そこで蛍の幼虫の放流活動を行っている。
- 卒業後は隣の村木沢地区にある山形市立第八中学校に進学する人がほとんどである。

## 学校目標
- と・・・友と学び合う子ども
- か・・・感動できる子ども
- み・・・未来を生きぬく子ども

## 西山形地区について
- 西山形地区は自然が多いだけでなく、歴史も多い所である。“西山形の散歩道”の案内板が所々に立っている。
- 地区内でも大きく富神川を境に門伝（もんでん）と柏倉（かしわぐら）に分かれる。

## 沿革
- 1894年（明治27年） - 開校[1]

## 学区
- 大道端、柏倉、佐倉宿、城森、高木、富神台、富神前、中屋敷、門伝（大平，萩の窪，礫石，丂ツ松地区を除く）

## 卒業後の進路
- 第八中学校へ進学する。